# Wadowicki
Wadowicki là một huyện thuộc tỉnh Małopolskie của Ba Lan. Huyện có diện tích 644 km². Đến ngày 1 tháng 1 năm 2011, dân số của huyện là 156488 người và mật độ 243 người/km².